# Homodontosaurus
Homodontosaurus — вимерлий рід тероцефалових терапсид пізньої пермі в ПАР. Типовий вид Homodontosaurus kitchingi був названий південноафриканським палеонтологом Робертом Брумом у 1949 році. Брум заснував свій опис на невеликому черепі, знайденому в зоні збирання цистецефалів поблизу Граафф-Рейне. Череп дуже маленький, близько 55 міліметрів в довжину і 20 міліметрів в ширину. Гомодонтозавр має великі очні западини і витягнуту морду. Нижня щелепа довга, тонка, вигнута. Численні дрібні зуби вистилають верхню щелепу, довгі, загострені та круглі в поперечному перерізі.
Коли він вперше назвав гомодонтозавра в 1949 році, Брум вважав його пелікозавром. Він відзначив подібність між черепом гомодонтозавра та сфенакодонтидного секодонтозавра з ранньої пермі Техасу. Брум вважав, що гомодонтозавр був найбільш близьким до пелікозавра під назвою Elliotsmithia, якого він назвав у 1937 році на основі задньої половини черепа. У 1950 році південноафриканський палеонтолог А. С. Брінк описав другий зразок гомодонтозавра, який включав зчленований посткраніальний скелет. На основі цього скелета палеонтологи Д. М. С. Уотсон і Альфред Ромер у 1956 році перекласифікували його як скалопозавридного тероцефала. Скалопозавриди тепер визнані штучним угрупуванням ювенільних форм багатьох тероцефалів. Гомодонтозавра навіть вважали ювенільною формою більшого тероцефалія Tetracynodon. Гомодонтозавр та більшість інших скалоподонтидів тепер класифікуються як базальні представники Baurioidea.